# Quatuor à cordes en sol mineur
Le Quatuor à cordes en sol mineur, op. 14, est le premier quatuor à cordes de la compositrice allemande Emilie Mayer, écrit en 1858.

## Contexte et création
Emilie Mayer compose son quatuor à cordes en 1858, alors qu'elle vit à Berlin. Il est dédié à son père apothicaire August Mayer. L'œuvre est rejouée le 8 juillet 2025, par le quatuor philharmonique de l'Orchestre Philharmonique de Málaga (en).

## Structure
L'œuvre est composée de quatre mouvements :
1. Allegro appassionato
2. Scherzo
3. Adagio con molto espressione
4. Allegro molto

## Discographie
- Emilie Mayer : Œuvres instrumentales, Quatuor Klenke (en), Annegret Klenke (Violon), Beate Hartmann (Violon), Yvonne Uhlemann (Alto), Ruth Kaltenhauser (Violoncelle), Capriccio, C5339